# New Forms
New Forms – debiutancki album studyjny muzyka drum'n'bassowego Roniego Size’a (wraz z kolektywem Reprazent), wydany 30 czerwca 1997 przez wytwórnię Talkin’ Loud.

## Wydanie
Płyta została wydana w połowie 1997 i od razu osiągnęła 8 pozycję na UK Albums Chart (jedna z najlepszych dla albumów drum’n’bassowych w ogóle). Album ukazał się w kilku wersjach, różniących się kolejnością i liczbą utworów. W Wielkiej Brytanii oferowano CD dwupłytowe i jednopłytowe oraz składankę 4 lub 5 płyt winylowych. Ta pierwsza zawiera tylko utwory z pierwszej płyty oryginalnego CD; składanka pięciopłytowa ma także kilka utworów z drugiej płyty. W USA oferowano tylko dwupłytowe CD, ale z utworem dodatkowym.
W 2008 wydano New Forms², zawierające przerobione wersje utworów z płyty.

## Odbiór
Ta dwupłytowa kolekcja została dostrzeżona przez krytyków (m.in. AllMusic – „ważna wypowiedż w świecie drum'n'bass”) i zdobyła nagrodę Mercury Prize za rok 1997. Często uważa się ją za opus magnum artysty. New Forms łączy drum'n'bassowe beaty z elementami innych gatunków muzycznych: jazzowym kontrabasem w Brown Paper Bag, muzyką świata w Hot Stuff czy electro w Morse Code.

## Lista utworów
Wszystkie utwory stworzył Roni Size, wyjątki w nawiasach.

### Dysk pierwszy
1. "Railing" – 2:05 (Size, Dominic Smith)
2. "Brown Paper Bag" – 9:03
3. "New Forms" – 7:45 (Size, Bahamadia, Suv)
4. "Lets Get It On" – 6:57
5. "Digital" – 9:05
6. "Matter of Fact" – 4:05
7. "Mad Cat" – 4:56
8. "Heroes" – 6:35
9. "Share the Fall (Full Vocal Mix)" – 6:13 (Size, Onallee, Die, Krust)
10. "Watching Windows" – 5:33 (Size, Onallee)
11. "Beatbox" – 1:09 (Size, Suv)
12. "Morse Code" – 6:58
13. "Destination" – 8:12 (Size, Onalee, Ben Watt, Tracey Thorn)

### Dysk drugi
1. "Intro" – 0:54
2. "Hi-potent" – 6:53
3. "Trust Me" – 6:26
4. "Change My Life" – 8:27
5. "Share The Fall" – 6:26 (Size, Onallee, Die, Krust)
6. "Down" – 6:51 (Size, Die)
7. "Jazz" – 6:04 (Size, Suv)
8. "Hot Stuff" – 6:32 (Size, Krust)
9. "Ballet Dance – 6:41 (Size, Die)
10. "Electricks" – 6:17 (utwór bonusowy; w Japonii wydany jako “Treatment”)